# 海得拉巴交匯車站

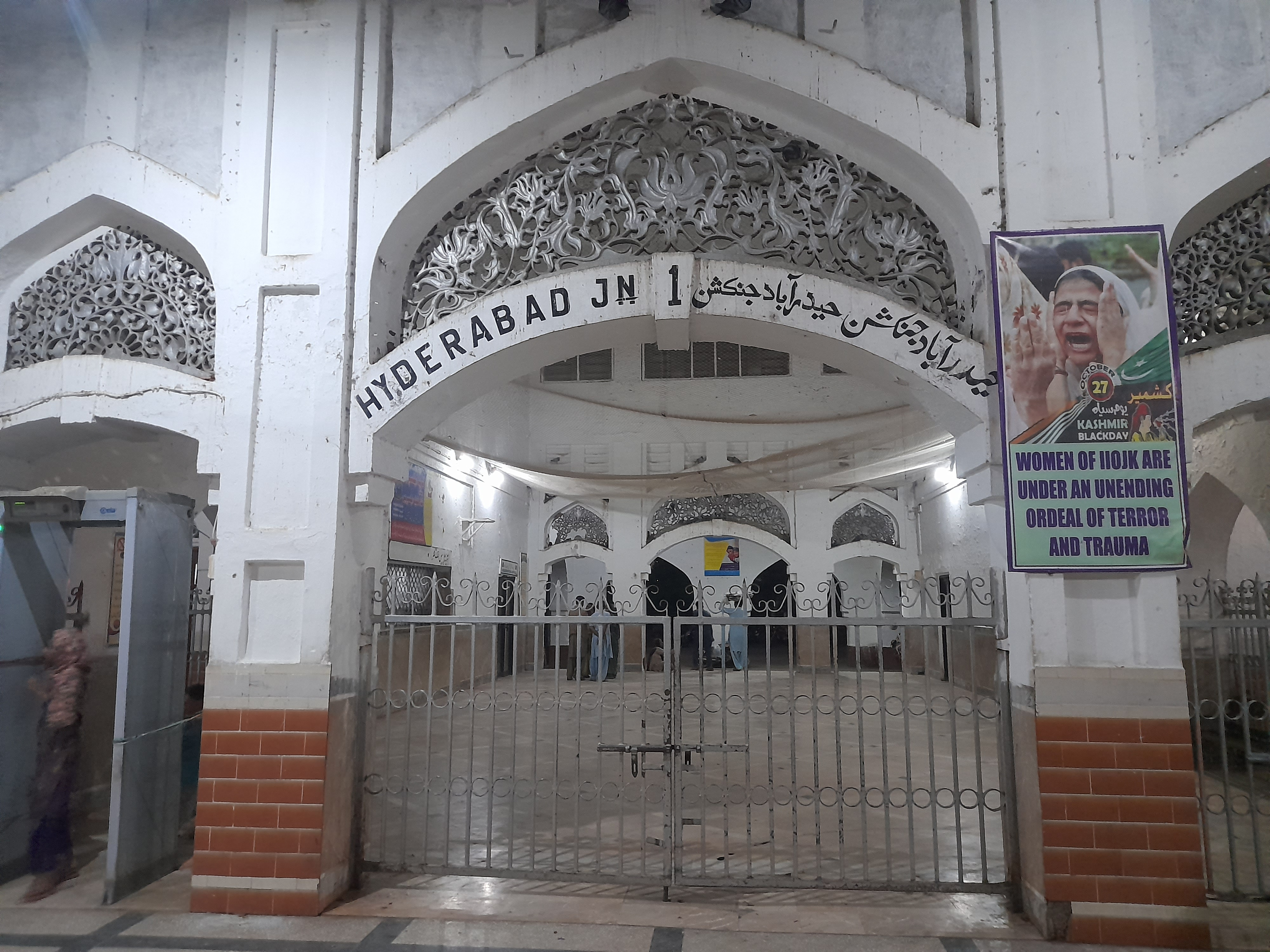
車站入口

海得拉巴交匯車站是巴基斯坦信德省第二大城市海得拉巴的主要鐵路車站，啟用於1861年。